# La Nouvelle Femme
Pour plus de détails, voir Fiche technique et Distribution.
La Nouvelle Femme est un film franco-italien réalisé par Léa Todorov, sorti en 2023. Il s'agit du premier long métrage de la réalisatrice. Il fait le portrait de Maria Montessori, la célèbre pédagogue italienne qui a créé la méthode qui porte son nom et qui est toujours proposée dans le monde entier.
Il est présenté en avant-première mondiale dans la section « Premières Gala » du festival du film de Zurich 2023.

## Synopsis
Rome, en 1900. Une courtisane parisienne fait la connaissance de Maria Montessori, femme médecin pour enfants. Elles partagent leur secret honteux : Lili a une fille « idiote », d'où la raison de sa fuite en Italie pour cacher son existence, et Maria a un fils né hors mariage. Leur amitié va aider Maria à atteindre la célébrité dans le monde entier.

## Fiche technique
Sauf indication contraire, les informations mentionnées dans cette section peuvent être confirmées par la base de données cinématographiques Unifrance,  présente dans la section « Liens externes ».
- Titre original : La Nouvelle Femme
- Titre italien : Maria Montessori[3]
- Titre de travail : Montessori
- Réalisation et scénario : Léa Todorov
- Musique : Émile Sornin[4]
- Décors : Pascale Consigny
- Costumes : Agnès Noden
- Photographie : Sébastien Goepfert
- Son : Cédric Berger et Olivier Pelletier[2]
- Montage : Esther Lowe
- Production : Grégoire Debailly, Carlo Cresto-Dina, Valeria Jamonte, Ilaria Malagutti et Manuela Melissano
- Sociétés de production : Geko Films et Tempesta
- Sociétés de distribution : Ad Vitam Distribution (France) et Wanted Cinema (Italie) ; Cinéart (Belgique), Pathé Films AG (Suisse romande), TVA Films (Québec)
- Pays de production :  France,  Italie
- Langue originale : français, italien
- Format : couleur – 1,85:1 – son 5.1
- Genre : biographie, drame, historique
- Durée : 114 minutes
- Dates de sortie :
  - Suisse : 5 octobre 2023 (festival du film de Zurich)
  - Italie : 8 mars 2024
  - France : 13 mars 2024
  - Suisse romande : 27 mars 2024
  - Belgique : 17 avril 2024
  - Québec : 3 mai 2024[5]

## Distribution
- Jasmine Trinca : Maria Montessori
- Leïla Bekhti : Lili d'Alengy
- Rafaëlle Sonneville-Caby : Tina d'Alengy
- Raffaele Esposito (it) : Giuseppe Montesano, l'amant
- Laura Borelli : Carlotta
- Nancy Huston : Betsy
- Agathe Bonitzer : Clarisse
- Sébastien Pouderoux : Jean, le frère de Lili
- Pietro Ragusa (it) : le prince
- Raffaella Ducrey Giordano : Anna
- Georgia Ives : Giorgia
- Stefano Abbati (it) : le professeur Lombroso
- Gianfranco Poddighe : Guido Baccelli, le médecin
- Renato Sarti (it) : Alessandro Montessori, le père
- Patrizia La Fonte (it) : Renilde Montessori, la mère
- Daniela Macaluso : Sarta
- Roberto Zibetti (it) : le journaliste
- Irina Valvilova : la Russe chez Betsy
- Luciana Castelluci : Mme Montesano
- Emily Di Ronza : une étudiante

## Production

### Genèse et développement
En 2017, après avoir vu le film documentaire Révolution école 1918-1939 (2016) de Joanna Grudzińska et rencontré l'une des scénaristes, Léa Todorov, qui lui parlait de la vie de Maria Montessori, le producteur Grégoire Debailly lui propose de faire un film biographique sur cette pédagogue. Léa Todorov précise : « J’avais rencontré la figure de Maria Montessori quand j’avais travaillé sur un documentaire consacré aux pédagogies alternatives. J’avais le sentiment qu’il y avait une histoire à raconter sur elle, et que cette histoire m’intéressait. ».
En janvier 2021, Léa Todorov, comme quatre autres jeunes réalisateurs prometteurs, est sélectionnée par un jury présidé par Alice Winocour pour la 23e session de la résidence Émergence ; son projet de long métrage est alors intitulé Montessori. Début février, l'équipe de Geko Films — société de Grégoire Debailly — recherche des enfants en situation de handicap. En novembre, le CNC soutient, entre autres, le premier long métrage de Léa Todorov, retenu lors de la quatrième session du premier collège de l’avance sur recettes.
Début 2022, le titre change en La Nouvelle Femme, venant de « l’expression qu’utilisent communément les historiens pour désigner ces femmes féministes, éduquées et indépendantes de 1900 qui avaient réussi à accéder à des fonctions professionnelles et à des carrières universitaires, et qui affirmaient une place dans la société par le savoir », explique la réalisatrice.

### Attribution des rôles
En mars 2021, grâce au soutien de la résidence Émergence, Léa Todorov et son équipe ont rencontré une vingtaine d'enfants en situation de handicap mental et en ont sélectionné quelques-uns avec qui ils sont parvenus à entrer en relation : « Nous nous sommes très vite rendu compte que nous arrivions à établir un lien puissant avec des enfants qui rencontrent parfois des difficultés très importantes, et que l’on a finalement toujours exclu. Cette expérience a eu un poids énorme dans la manière dont j’ai pu ensuite imaginer la fabrication du film. ».
La fille de Léa Todorov, Sofia, elle-même « enfant différent », est apparue dans une scène, celle où une petite fille pleure.
En mars 2022, Jasmine Trinca et Leïla Bekhti sont choisies pour endosser les costumes de la pédagogue italienne, Maria Montessori, et de la cocotte parisienne, Lili d'Alengy.

### Tournage
Le tournage devait débuter en mars 2022. En fin de compte, il commence à la mi-avril suivant, à Paris et en Île-de-France. Il se déroule, entre autres, à Neuilly-sur-Marne (Seine-Saint-Denis) pour le parc de la Maison Blanche. Il a également lieu en Italie, à Ariccia (Latium) à la mi-mai, pour le palais Chigi. Les prises de vues prennent fin sur la place San Rocco à Frascati (Latium), le 15 juin.

### Musique
En février 2023, Émile Sornin annonce avoir composé la musique de La Nouvelle Femme. Le film fait également entendre des œuvres de la compositrice française post-romantique Mel Bonis, qui est contemporaine du personnage principal.

## Accueil critique
En France, le site Allociné propose une moyenne de 3,1⁄5, d'après l'interprétation de 17 critiques de presse.
Cédric Lépine du Club de Mediapart souligne que, « pour son premier long métrage de fiction, Léa Todorov réussit à dépasser le brillant défi de la mise en scène du film en costumes puisque ceux-ci n'étouffent jamais la force singulière de son récit : bien au contraire, décors et costumes sont au service d'une intrigue qui sollicite en permanence des questions contemporaines tout en enracinant pleinement son récit dans une connaissance historique méticuleuse. ».

## Distinctions

### Récompenses
- Festival du film de Sarlat 2023[20] :
  - Salamandre d'or (prix du public)
  - prix d'interprétation féminine pour Jasmine Trinca, ex æquo avec Florence Loiret Caille dans La Tête froide de Stéphane Marchetti
- Festival du film italien de Villerupt 2023 : Amilcar de la ville pour Jasmine Trinca[21]
- Prix Mention spéciale au Festival du film de société de Royan en 2023.

### Sélections
- Arras Film Festival 2023 : section « Avant-premières »[22]
- Festival du film de Zurich 2023 : section « Premières Gala »[2]
- Festival du film italien de Villerupt 2023 : section en compétition[23]